# Tmarus incognitus
Tmarus incognitus är en spindelart som beskrevs av Cândido Firmino de Mello-Leitão 1929. 
Tmarus incognitus ingår i släktet Tmarus och familjen krabbspindlar. Inga underarter finns listade i Catalogue of Life.